# Акрофобия
Акрофобия (от гръцки: ἄκρον, Akron, което означава „връх, било, край“ и φόβος, Фобос, „страх“) представлява изключителен и/или ирационален страх от височини. Тя принадлежи към категория специфични фобии, причиняващи пространствен и двигателен дискомфорт, които споделят подобна етиология (причина за заболяването), както и начини на лечение.
Акрофобията може да бъде опасна, тъй като болният може да получи пристъп на паническа атака на високо място и да се уплаши силно, което да му попречи да слезе безопасно.

## Лечение
Налице са редица многообещаващи изследвания, които доказват, че един от най-ефективните методи за лечение на акрофобия е използването на виртуална реалност.